# زواج الأطفال في نيجيريا
في 2017 في نيجيريا، 43% من الفتيات تم تزويجهن قبل إتمام الثامنة عشر، 17% تم تزويجهن قبل الخامسة عشر. نيجيريا هي البلد رقم 11 عالميًا في تزويج الأطفال.
تظهر البيانات أنه حدث تراجع بنسبة 9% في حالات زواج الأطفال مقارنةً بعام 2003.
تتزايد النسبة في الشمال الغربي والشمال الشرقي حيث ثلاثة من كل أربع فتيات يتم تزويجهن قبل سن الثامنة عشر.
الفتيات المتزوجات يتم إجبارهم على الحمل المبكر والمتكرر.

## السن القانوني للزواج
لا يجدد الدستور النيجيري سنًا قانونية للزواج. أما قانون حقوق الطفل الذي تم وضعه عام 2003 يحدد سن الزواج الأدنى بثمانية عشر عامًا. لكن ثلاثة وعشرين ولاية فقط من ولايات نيجيريا السادسة والثلاثين بدأت باتخاذ الإجراءات اللازمة لتطبيق هذا القانون.